# Condado de Cass (Indiana)
El condado de Cass (en inglés: Cass County), fundado en 1829, es uno de 92 condados del estado estadounidense de Indiana. En el año 2008, el condado tenía una población de 40 930 habitantes y una densidad poblacional de 38 personas por km². En el censo de 2010 contaba con 38.966 habitantes. La sede del condado es Logansport. El condado recibe su nombre en honor a Lewis Cass.

## Geografía
Según la Oficina del Censo, el condado tiene un área total de 1075 km², de la cual 1070 km² es tierra y 5 km² (0'05%) es agua.

### Condados adyacentes
- Condado de Fulton (norte)
- Condado de Miami (este)
- Condado de Howard (sur)
- Condado de Carroll (suroeste)
- Condado de White (oeste)
- Condado de Pulaski (noroeste)

## Economía
Según la Oficina del Censo en 2000, los ingresos medios por hogar en el condado eran de 39 193$, y los ingresos medios por familia eran 46 506 dólares. Los hombres tenían unos ingresos medios de 32 362 dólares frente a los 22 017$ para las mujeres. La renta per cápita para el condado era de 18 892 dólares. Alrededor del 7'6% de la población estaba por debajo del umbral de pobreza.

## Transporte

### Autopistas principales
- U.S. Route 24
- U.S. Route 35
- Carretera Estatal de Indiana 16
- Carretera Estatal de Indiana 17
- Carretera Estatal de Indiana 25
- Carretera Estatal de Indiana 29

### Ferrocarriles
- Norfolk Southern Railway
- Winamac Southern Railroad
- Logansport and Eel River Shortline Company
- Toledo, Peoria and Western Railway

## Municipalidades

### Ciudades y pueblos
- Galveston
- Logansport
- Onward
- Royal Center
- Walton

### Áreas no incorporadas
| - Adamsboro - Anoka - Clymers - Deacon - Dunkirk | - Georgetown - Hoover - Kenneth - Lake Cicott - Lewisburg | - Lincoln - Lucerne - Metea - Miami Bend - Mount Pleasant | - New Waverly - Potawatomi Point - Twelve Mile - Young America |

Extintos
- Circleville
- Taberville (absorbido en Logansport)

### Municipios
El condado de Cass está dividido en 14 municipios:
| - Adams - Bethlehem - Boone - Clay - Clinton | - Deer Creek - Eel - Harrison - Jackson - Jefferson | - Miami - Noble - Tipton - Washington |